# Juliushof (Glebitzsch)
Juliushof ist heute eine Wüstung und war ehemals ein Rittergut, später ein Ortsteil von Glebitzsch im Landkreis Anhalt-Bitterfeld in Sachsen-Anhalt. Er lag an der Bundesautobahn 9.

## Geschichte
Die erste urkundliche Erwähnung stammt aus dem Jahr 1844.
Die Benennung und Gründung des Ortes geht auf den ersten Besitzer des Anwesens Julius Hempel zurück. Er ließ die Siedlung zwischen 1844 und 1855 errichten.
Spätere Besitzer des Rittergutes waren:
- 1844–1956 Julius Hempel Gründer der Siedlung
- 1856–1871 Stadt Brehna Meliorationen / Verpachtung
- um 1869 Otto Wolff Besitzer (oder Pächter)
- um 1869 Gustav Hermann Albert Everth (Amtmann und Besitzer)
- 1871–1911 Karl Adolf Feldmann (Ökonomie- und Landschaftsrat)
- 1911–1929 Adolf Oskar Feldmann
- (1929–1932) Helene Feldmann (als gesetzlicher Vormund (Mutter) für Carl Feldmann)
- 1929–10/1945 Oswald Adolf Carl Feldmann (Oktober 1945 enteignet)

Karl Feldmann hatte sich u. a. finanziell in den 1880er Jahren an der Glocke und um 1900 an einem Bleiglasfenster für die Beyersdorfer Kirche beteiligt.
Juliushof gehörte zum Amtsbezirk von Glebitzsch und zum Pfarr- und Schulbezirk von Beyersdorf.
Östlich von Juliushof befindet sich der sog. „Gutspark“. Er stellt den Restwald dar, der einst um ein Vielfaches in dem Gebiet zwischen Brehna und Beyersdorf als „Brehnaer Busch“ bestand. Er wurde Anfang des 19. Jahrhunderts großflächig abgeholzt. Ein später entfernter sog. Gemeindewald befand sich noch bis ins 20. Jahrhundert südlich von Glebitzsch.
Bis in die 1940er Jahre befand sich das Gut im Besitz der Familie Feldmann. Der Gutsbesitzer wurde 1945/46 zur Bodenreform enteignet. Er floh darauf um 1960 mit seiner Familie in die BRD.
Das Gut wurde nach der Bodenreform nach 1945 an 16 Neubauern aufgeteilt, wozu auch die Familie Feldmann gehörte. Die Gutsgebäude wurden teilweise abgebrochen und zu mehreren Neubauernstellen umgebaut. Die Neubauern gründeten 1952 eine LPG. 1953 wurde sie mit Beyersdorf zur LPG Beyersdorf-Juliushof zusammengeschlossen.
Mit Eingemeindung der ehemaligen Gemeinden Beyersdorf und Köckern in die Gemeinde Glebitzsch im Jahr 1950 wurde auch Juliushof in die Gemeinde Glebitzsch eingemeindet.
Bis 1983 war Juliushof ein Ortsteil von Glebitzsch.
Der Ort wurde 1982/83 aufgrund maroder Gebäudesubstanz entsiedelt. Die letzten Bewohner zogen nach Beyersdorf. Anschließend wurden die Gebäude und Wege abgetragen. (Devastierung)

## Das Gut
Das Gut bestand aus einem Herrenhaus in westlicher Richtung, umgeben von zwei langen Nebengebäuden. Östlich des Herrenhauses befand sich ein Gutpark und davor ein Friedhof, auf dem die Familienmitglieder des Gutsherren bestattet wurden.
In westlicher Richtung zum Brehnaer Busch war der Gutshof offen.
Hinter dem Weg, der von Beyersdorf bis Brehna verlief, befand sich eine große Obstwiese. Südlich davon gab es ein Allee, die bis zur Straße zwischen Glebitzsch und Brehna führte.
Durch den Bau der Autobahn Berlin–München 1937/1938 wurde diese Straße nicht mehr nutzbar. Der damalige Gutsbesitzer Feldmann konnte beim Bau der Autobahn entscheiden, ob diese östlich oder westlich von dessen Gut verlaufen sollte. Er entschied sich für einen östlichen Verlauf hinter dem Gutspark.